# 金曜得なま情報 デジチラ☆
『金曜得なま情報 デジチラ☆』は、2006年10月6日から2022年12月23日まで長崎国際テレビ（NIB）で放送されていた情報番組である。2018年10月1日から平日の15:50からのnews every.長崎が放送されるに伴いNNNストレイトニュースの前に移行した。

## 放送時間
- 金曜 15:50 - 15:55（2006年10月6日 - 2018年9月28日）
- 金曜 11:25 - 11:30（2018年10月5日 - 2022年12月23日）

## 出演者
- 中村友美
- 牧野みどり

### 過去の出演者
- 坂本麻衣